# Mehdi Benatia
Mehdi Amine El Moutaqui Benatia (Courcouronnes, 17 de abril de 1987) é um ex-futebolista franco-marroquino que atuava como zagueiro.

## Clubes
Atuou na temporada 2013-14 pela Roma porém foi negociado ao Bayern Munique em agosto de 2014 por quatro anos de contrato.
No dia 15 de julho de 2016, foi anunciado pela Juventus, assinando um contrato de empréstimo até de junho de 2017, com opção de compra ao término do mesmo.

## Seleção nacional
Apesar de nascido na França, optou por defender a Seleção Marroquina, cuja estreia ocorreu em 19 de novembro de 2008 em partida amistosa ante a Zâmbia.

## Títulos
Bayern de Munique
- Campeonato Alemão: 2014–15, 2015–16
- Copa da Alemanha: 2015–16

Juventus
- Campeonato Italiano: 2016–17, 2017–18, 2018–19
- Copa da Itália: 2016–17, 2017–18
- Supercopa da Itália: 2018

Al-Duhail
- Qatar Stars League: 2020
- Copa do Príncipe do Catar: 2020

### Prêmios individuais
- Jogador do ano da Roma: 2013–14
- Melhor jogador Árabe do ano pelo Globe Soccer Awards: 2014
- Equipe do Ano da Seria: 2014
- Equipe do Ano CAF: 2013, 2014, 2015, 2018